# Rio Gârculeţul
O Rio Gârculeţul é um rio da Romênia, afluente do Gârcu, localizado no distrito de Sibiu.